# Petra Zindler
Petra Zindler (República Federal Alemana, 11 de febrero de 1966) es una nadadora alemana retirada especializada en pruebas de cuatro estilos, donde consiguió ser medallista de bronce olímpica en 1984 en los 400 metros.

## Carrera deportiva
En los Juegos Olímpicos de Los Ángeles 1984 ganó la medalla de bronce en los 400 metros estilos, con un tiempo de 4:48.57 segundos, tras la estadounidense Tracy Caulkins y la australiana Suzanne Landells (plata con 4:48.30 segundos).